# Малка Арда
 Тази статия е за селото в Смолянска област.  За реката със същото име вижте Малка Арда (река).  
Малка Арда (старо име: Кючук Арда) е село в Южна България. То се намира в община Баните, област Смолян. Отстои на 40 км североизточно от град Смолян, на 8 км западно от село Баните, на и на 240 км от София.

## География
Географският район е планински, с характерна борова гора, стигаща до малката лъкатушеща рекичка Малка Арда. На самата река има изградени няколко моста, някои от които са се превърнали в символ на селото. Един от тях е този, който е разположен на вира Юрте. Вирът е дълбок около 2m. На около 30m от него се откроява новоизградена беседка, направена от местните жители, която има чешма с изворна планинска вода, запазваща своята постоянна температура през цялата година. Има и римски мост, който свързва селата Малка Арда и Белев дол. Друго място за отдих е край водопада, както и в махалата Левочево. 

## История
В това малко селце се предполага, че преди много години са живеели римляни, защото в по-късни години в местността Блатево са открити над 20 римски гроба.

## Други
традиционен качамак, клин, колаци, боб